# Cinglo de Currolda
El Cinglo de Currolda és una cinglera del terme municipal de Gavet de la Conca, antigament de Sant Salvador de Toló.
Està situada al vessant sud-est de la Serra de la Campaneta, al sud-oest de Toló, del nord al sud-oest de la masia de Currolda, al voltant de la qual fa un angle recte.